# Ubaghara
L'ubaghara és una llengua que es parla al sud-est de Nigèria, a la LGA d'Akampka, a l'estat de Cross River.
L'ubaghara és una llengua que forma part del grup lingüístic de les llengües ubaghara-kohumono juntament amb les llengües del sub-grup de les llengües kohumono: l'agwagwune, el kohumono i l'umon. Totes elles es parlen al sud-est de Nigèria.

## Ús i dialectologia
L'ubaghara és una llengua desenvolupada (5). Està estandarditzada i gaudeix d'un ús vigorós. Té fragments de la bíblia traduïts (1884-1991). Segons l'ethnologue, el 1985 hi havia 30.000 parlants d'ubaghara.
Els dialectes de l'ubaghara són el biakpan(24.000 parlants, 1985), l'etono, l'ikun, l'ugbem, i l'utuma. (Crozier and Blench, 1992).

## Població i religió
El 88% dels 52.000 ubaghares són cristians; d'aquests, el 70% són protestants, el 15% són catòlics i el 15% pertanyen a esglésies cristianes independents. El 12% dels ubaghares restants creuen en religions tradicionals africanes.